# 193 TCN
Năm 193 TCN là một năm trong lịch Julius. 